# تیسینگتون
تیسینگتون (به انگلیسی: Tissington) یک روستا در بریتانیا است که در Tissington and Lea Hall واقع شده‌است. تیسینگتون ۱۵۹ نفر جمعیت دارد.